# Rado Etienne Rasoanaivo
Rado Etienne Rasoanaivo (ur. 14 listopada 1969) – madagaskarski piłkarz grający na pozycji pomocnika. W swojej karierze rozegrał 38 meczów i strzelił 8 goli w reprezentacji Madagaskaru.

## Kariera klubowa
Swoją karierę piłkarską Rasoanaivo rozpoczął w klubie FC BFV. Zadebiutował w nim w 1990 roku. W tym samym roku zdobył z nim Puchar Madagaskaru. W 1993 roku został piłkarzem maurytyjskiego klubu Sunrise Flacq United SC. Grał w nim przez cztery sezony. Wywalczył z nim trzy mistrzostwa Mauritiusa w sezonach 1994/1995, 1995/1996 i 1996/1997 oraz zdobył Puchar Mauritiusa w 1996 roku.
W 1998 roku Rasoanaivo przeszedł do reuniońskiego USS Tamponnaise. Grał w nim do 2004 roku. Trzykrotnie został z nim mistrzem Reunionu w sezonach 1999, 2003 i 2004, trzykrotnie wicemistrzem w sezonach 1998, 2000 i 2002 oraz zdobył dwa Puchary Reunionu w latach 2000 i 2003. W latach 2005–2006 grał w AS Excelsior, w którym zakończył karierę. W sezonie 2005 został z nim wicemistrzem Reunionu.

## Kariera reprezentacyjna
W reprezentacji Madagaskaru Rasoanaivo zadebiutował 11 października 1992 roku w wygranym 3:0 meczu eliminacji do MŚ 1994 z Namibią, rozegranym w Antananarywie. Od 1992 do 2003 rozegrał w kadrze narodowej 38 meczów i strzelił 8 goli.